# Carnival of Jazz
Carnival of Jazz (с англ. — «Карнавал джаза») — двойной концертный альбом российской певицы Ларисы Долиной, записанный при участии саксофониста Игоря Бутмана и его биг-бэнда.
Для Долиной это была первая за последние семнадцать лет джазовая чисто программа. Её премьера состоялась 27 апреля в московском концертном зале «Россия» при полном аншлаге. В программе были представлены самые известные джазовые стандарты и всемирно известные хиты в джазовой обработке.
В декабре был выпущен двойной концертный альбом, куда вошли избранные номера, записанные во время гастролей исполнителей по городам России, США, Германии, Израиля, Украины, Белоруссии, Латвии. Помимо компакт-диска, концерт был выпущен также на DVD, куда также попали репетиционный процесс его подготовки.

## Отзывы и признание
| Оценки критиков                   | Оценки критиков |
| Источник                          | Оценка          |
| --------------------------------- | --------------- |
| The Encyclopedia of Popular Music | [ 3 ]           |

Дмитрий Бебенин в рецензии для сайта «Звуки.ру» заявил, что такая гранд-прима, как Лариса Долина, с её шикарным голосом, не могла остаться в стороне от возрождения нормальной музыки, и неугомонный маниакальный «джазофреник» Игорь Бутман, развивший в последние годы бурную и плодотворную деятельность в области популяризации настоящего благородного джаза, оказался здесь как нельзя кстати. Позитивно он оценил и воплощение стандартов: «Прифанкованная — весьма новаторски, и без каких-либо намеков на „попсовость“ — версия классической „Night and Day“ Коула Портера способна „вывести из игры“ даже Red Hot Chili Peppers. В то же время не менее классическая „Georgia on My Mind“ строго следует духу и букве оригинала. Не обошлось и без поп- и рок-вкраплений. „Sir Duke“ Стиви Уандера звучит здесь чуть ли не интереснее оригинала. Убойно аранжированная духовыми битловская „Get Back“ вовсе демонстрирует слушателям взгляд на этот старый рок-н-ролл из какого-то другого измерения. В „Summertime“ Гершвина и „Don’t Get Around Much Anymore“ Эллингтона герой и героиня вечера готовы импровизировать до бесконечности. А прочтение Долиной и Бутманом битловского же блюза „O, Darling!“ выполнено почти что в традициях Джорджа Бенсона, который, как известно, еще в 1976 году удивил всех джаз-роковым прочтением всего материала Abbey Road». Резюмируя, Бебенин отметил, что, судя по тому шику, с которым Долина издала сей суперпродукт, интерес к по-настоящему стильной музыке в нашем сбрендившем мире не только ещё не умер, но и готов разгореться с новой силой.
За концертную программу «Карнавал джаза», а также за выдающиеся заслуги в области культуры и искусства, Долина была выдвинута на соискание Государственной премии в области культуры и искусства.

## Список композиций
Диск первый
1. «Hello, Dolly» (Джерри Херман) — 2:47
2. «Putting On the Rits» (Ирвинг Берлин) — 3:19
3. «Perdido» (Эрвин Дрйек, Ганс Ленгсфельд, Хуан Тизол) — 2:59
4. «Satin Doll» (Билли Стрейхорн, Дюк Эллингтон) — 3:21
5. «Nice Work, If You Can Get It» (Джордж Гершвин, Айра Гершвин) — 6:26
6. «By, By Black Bird» (Майлз Дэвис, Морт Диксон) — 4:00
7. «Don’t Get Around Much Anymore» (Боб Расселл, Дюк Эллингтон) — 5:31
8. «God Bless the Child» (Артур Херцог мл., Билли Холидей) — 5:13
9. «My Funny Valentine» (Ричард Роджерс, Лоренц Харт) — 6:27
10. «Lush Life» (Билли Стрейхорн, Дюк Эллингтон) — 4:13
11. «You Are My Good Old Wagon» (Б. Дьюи) — 3:56
12. «Reverend Lee» (Юджин Макдэниелс) — 5:04
13. «Summertime» (Джордж Гершвин, Айра Гершвин) — 8:05

Диск второй
1. «Oh, Darling» (Джон Леннон, Пол Маккартни) — 3:26
2. «Masquerade» (Леон Расселл) — 8:17
3. «Everything Must Change» (Бенард Игнер) — 6:43
4. «Night and Day» (Коул Портер) — 3:18
5. «Georgia on My Mind» (Хоги Кармайкл, Стюарт Горрелл) — 5:20
6. «Reverend Lee» (Юджин Макдэниелс) — 5:20
7. «Summertime» (Джордж Гершвин, Айра Гершвин) — 11:44
8. «S’est si bon» (Андре Орнез, Анри Бетти, Джерри Силен) — 4:33
9. «New York, New York» (Джон Кандер, Фред Эбб) — 4:14
10. «Sir Duke» (Стиви Уандер) — 5:45
11. «Oh, Darling» (Джон Леннон, Пол Маккартни) — 3:44 — Remix
12. «Roof Garden» (Эл Джерро) — 4:31 — при участии Эла Джерро
13. «Something Worth Fighting For» (Ник Ховард, Томми Фарагер) — 4:35

## Участники записи
- Вокал — Лариса Долина
- Саксофон — Игорь Бутман, Олег Грымов
- Клавишные — Анатолий Кролл, Антон Баронин
- Труба — Владимир Мамыко

Сведения взяты из аннотации к альбому.